# Gianella Marengo
Gianella Valentina Marengo Díaz (Viña del Mar, 31 de agosto de 1986) es una comunicadora chilena, que ha trabajado en diferentes programas desde el 2008.
Fue recluta de Pelotón, en su primera temporada, y también ha participado en programas como Calle 7, El baile en TVN, Fiebre de baile, Yingo, Sin vergüenza, de Chilevisión, Mi Nombre es de canal 13 y Vive Viña en TVN aquí se baila, y Top Chef Vip Chile

## Biografía
Sus primeras apariciones fueron el año 2003 en el canal UCV de su ciudad natal, teniendo un papel en una miniserie que se llamaba “La Colombina” cuando apenas tenía 17 años, luego de eso buscó la posibilidad de ingresar a la televisión, ingresando al reality Show “Pelotón” donde alcanzó rápidamente gran popularidad siendo la única mujer finalista de la primera edición de dicho programa.
Luego, tuvo diversas apariciones en programas como Rojo fama contrafama. Pero fue en El baile en TVN donde demostró todos sus dotes de bailarina. A partir de allí, Gianella la única mujer se concentraría en sus estudios hasta que reapareció en pantalla en el verano de 2009, participando en el programa juvenil Calle 7. Luego de estar alrededor de ocho meses en la competencia, y antes de que comenzara la segunda temporada, abandonó TVN.
Al poco tiempo, Gianella firmó contrato con Chilevisión para integrar el programa juvenil Yingo. Además, en 2009, Gianella participó en Fiebre de baile II. Sin embargo, tuvo que retirarse debido a que sufrió un grave accidente en uno de los ensayos del programa, lo que la dejó imposibilitada de seguir bailando.
Desde 2009 incursiona en la animación con el programa Sin vergüenza. En 2010, participó en Fiebre de baile III, donde obtuvo el tercer lugar de la edición. En junio de 2010, Gianella se retiró de Yingo debido a que no hubo renovación de su contrato. Sin embargo, vuelve temporalmente al espacio juvenil el 9 de septiembre siendo parte de una nueva sección, así mismo animó el programa.
En 2011 participa en la miniserie Vampiras.
Fue la animadora de Sin vergüenza, junto con Karol Lucero. En 2013 trabaja para TVN en el panel de Vive Viña en TVN.
Gianella Marengo fue coanimadora del programa busca talentos Mi nombre es, de Canal 13, acompañando a Sergio Lagos.
Fue la flamante animadora del programa de Gobierno Un verano para todos y todas, además de impulsar la vida saludable con el programa Elige vivir sano, cabe destacar que Gianella estuvo realizando la gira nacional con artistas y autoridades de Chile.
Entre 2013 y 2014, vivió en Italia desvinculándose por un tiempo de la televisión de manera permanente.
Entre 2015 y 2016, fue la conductora del programa Modo fútbol, de Movistar, y, hasta el día de hoy, mantiene relación con la empresa haciéndose cargo del contenido digital para el canal de Movistar y redes sociales.
Actualmente, en 2020, se desempeña de manera independiente como rostro de campañas y comerciales de destacadas marcas nacionales e internacionales siendo una reconocida influente.
2022 vuelve de Italia al programa Aquí se baila en Canal 13 destacándome como siempre en estos programas de baile
2023/24 En una faceta desconocida para muchas ingresa al programa Top Chef Vip Chile llegado a ser una de las 3 finalistas

## Filmografía
| Competencias y programas de telerrealidad | Competencias y programas de telerrealidad | Competencias y programas de telerrealidad | Competencias y programas de telerrealidad |
| Año                                       | Programa                                  | Lugar                                     |                                           |
| ----------------------------------------- | ----------------------------------------- | ----------------------------------------- | ----------------------------------------- |
| 2007                                      | Pelotón                                   | 3.er puesto                               |                                           |
| 2007                                      | El baile en TVN: Tercera Temporada        | 9.ª eliminada                             |                                           |
| 2008                                      | El baile en TVN: Grandes Finalistas       | 2.do puesto                               |                                           |
| 2009                                      | Calle 7: Nadie nos para                   | 18.ª eliminada                            |                                           |
| 2009                                      | Fiebre de baile II                        | 1.er abandono                             |                                           |
| 2010                                      | Yingo: Competencia por el departamento    | 9.ª eliminada                             |                                           |
| 2010                                      | Fiebre de baile III                       | 3.er puesto                               |                                           |
| 2011                                      | Fiebre de baile IV                        | 3.er puesto                               |                                           |
| 2024                                      | Top Chef VIP Chile                        | Finalista                                 |                                           |
| Programa de TV                            |                                           |                                           |                                           |
| Año                                       | Programa                                  | Rol                                       |                                           |
| 2009                                      | Yingo                                     | Integrante/animadora suplente             |                                           |
| 2009-2012                                 | Sin vergüenza                             | Animadora                                 |                                           |
| 2009                                      | Teatro en Chilevisión                     | Participación especial                    |                                           |
| 2013                                      | Vive Viña en TVN                          | Notera                                    |                                           |
| 2013                                      | Mi nombre es...                           | Coanimadora                               |                                           |

### Miniseries y teleseries
| Año  | Programa         | Rol             |
| ---- | ---------------- | --------------- |
| 2004 | La Colombina 280 | La Matilde      |
| 2010 | Amor virtual     | Simona Goldever |
| 2011 | Vampiras         | Verona Piuchen  |